# Hans von Geyer zu Lauf
Hans Freiherr von Geyer zu Lauf (* 1. Januar 1895 in Freiburg im Breisgau; † 10. August 1959 ebenda) war ein deutscher Maler.

## Leben
Hans von Geyer zu Lauf war der älteste Sohn des Laryngologen Rudolf von Geyer zu Lauf und stammt aus einer in Freiburg und im Schwarzwald alteingesessenen Familie. Er wuchs im Freiburger Ortsteil Günterstal auf und legte 1916 das Abitur ab. Aufgrund einer Krankheit begann er sich künstlerisch zu betätigen und entdeckte dabei seine Berufung zum Kunstmaler. Er bildete sich zunächst weitgehend selbst aus und hielt sich dabei oft längere Zeit in München auf, wo er in den Museen Studien machte und Erfahrungen sammelte. In dieser Zeit entstanden auch exakte Naturstudien von Landschaften und Pflanzen.

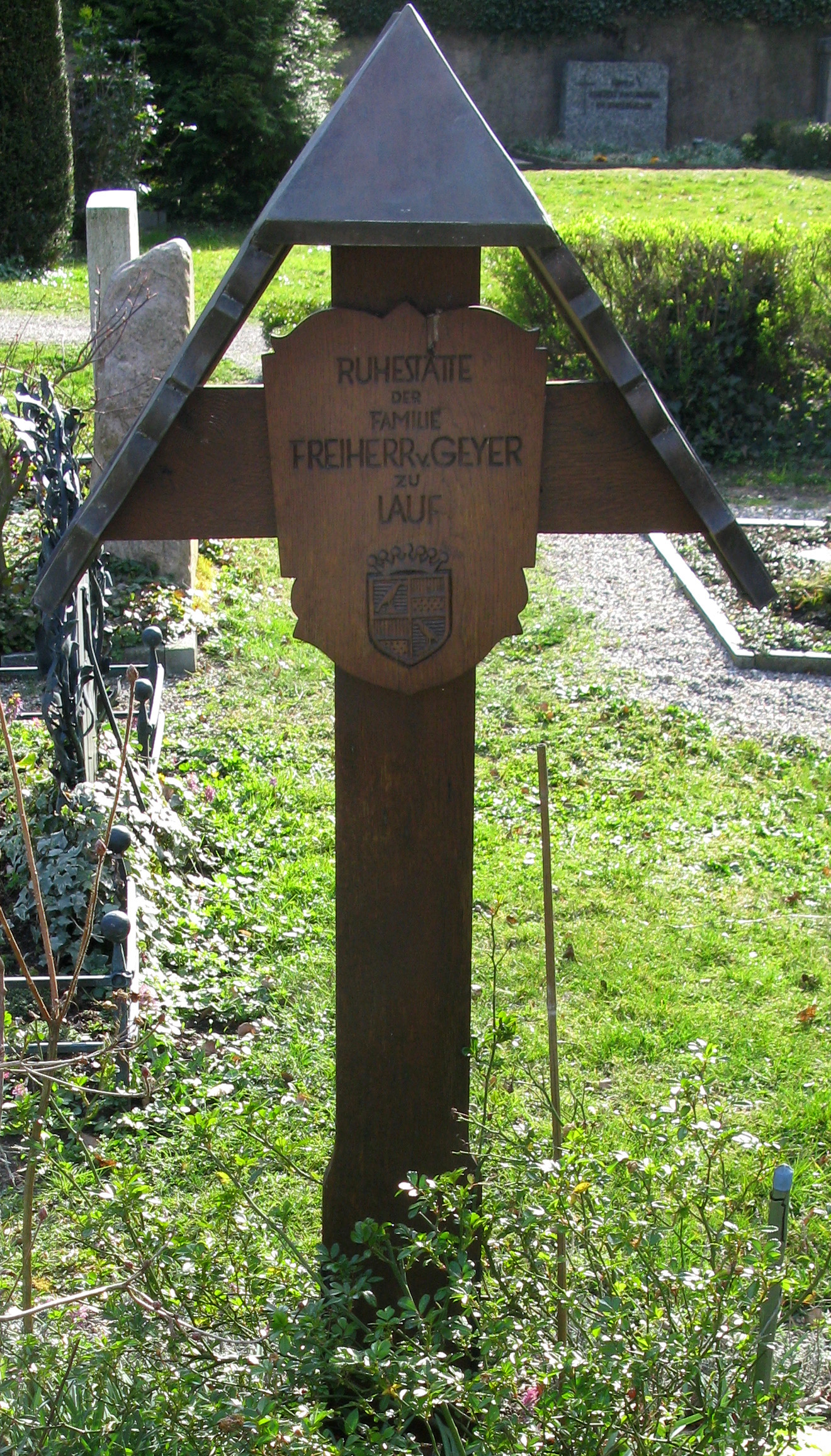
Grab der Familie Geyer zu Lauf in Freiburg-Günterstal

1918 zog er nach seiner ersten Heirat nach Schönberg an der Bergstraße in ein abgelegenes Haus. Das Leben an der Bergstraße und seine Eindrücke aus dem Odenwald hatten großen Einfluss auf seine künstlerische Entwicklung und seine physische Genesung.
In der Folge beschäftigte er sich intensiv mit den Malweisen mittelalterlicher Meister und hatte dabei regen Austausch mit Max Doerner. Zwei Studienaufenthalte in den Niederlanden hatten zur Folge, dass er sich neben der Aquarellmalerei, der Feder- und Silberstiftzeichnung vor allem auch der mittelalterlichen Malweisen bediente. Seine Bilder aus dieser Zeit fanden Absatz, etwa bei öffentlichen Dienststellen und wurden auch in Ausstellungen gezeigt. Er war z. B. 1939 auf der Großen Deutschen Kunstausstellung in München mit einer Silberstiftzeichnung (Lilien) vertreten.
1941 zog Geyer wieder nach Freiburg. Die Eindrücke, die er von seiner im Krieg zerstörten Heimatstadt bekam, schlugen sich in den Traumbildern nieder, die in dieser Zeit entstanden. 1949 heiratete er seine zweite Frau Isolde, mit der er in Emmendingen lebte, wo er das lange von ihm geplante „Tafelwerk“ schuf, einen zwei Meter hohen Wandelschrein mit drei aufeinander folgenden Bildtrilogien.
Ab 1954 lebte er wieder in Freiburg, von wo er Reisen ins Elsass, in die Schweiz und Italien unternahm, die ihm reichlich Anregungen für seine Arbeit brachten. Er starb bei einem Autounfall in einem Gewittersturm.
Sein Bruder Helmuth war ebenfalls Künstler, er illustrierte zahlreiche Bücher.